# Kabinett De Mita
Das Kabinett De Mita regierte Italien vom 13. April 1988 bis zum 22. Juli 1989. Es war nach dem Kabinett Goria die zweite Regierung nach den vorgezogenen Parlamentswahlen vom 14. Juni 1987. Etliche Minister aus dem Kabinett Gorias blieben im Amt. Die Regierung von Ministerpräsident Ciriaco De Mita stützte sich auf eine Fünf-Parteien-Koalition (Pentapartito) bestehend aus Christdemokraten  (DC),  Sozialisten (PSI), Sozialdemokraten (PSDI), Republikanern (PRI) und Liberalen (PLI). Es folgte das Kabinett Andreotti VI.

## Kabinettsliste
| Ministerien                         | Name                         | Partei    |
| ----------------------------------- | ---------------------------- | --------- |
| Ministerpräsident                   | Ciriaco De Mita              | DC        |
| Stellvertretender Ministerpräsident | Gianni De Michelis           | PSI       |
| Äußeres                             | Giulio Andreotti             | DC        |
| Inneres                             | Antonio Gava                 | DC        |
| Justiz                              | Giuliano Vassalli            | PSI       |
| Verteidigung                        | Valerio Zanone               | PLI       |
| Haushalt                            | Amintore Fanfani             | DC        |
| Finanzen                            | Emilio Colombo               | DC        |
| Schatz                              | Giuliano Amato               | PSI       |
| Staatsbeteiligungen                 | Carlo Fracanzani             | DC        |
| Landwirtschaft                      | Calogero Mannino             | DC        |
| Öffentliche Arbeiten                | Enrico Ferri                 | PSDI      |
| Verkehr                             | Giorgio Santuz               | DC        |
| Handelsmarine                       | Giovanni Prandini            | DC        |
| Industrie                           | Adolfo Battaglia             | PRI       |
| Außenhandel                         | Renato Ruggiero              | PSI       |
| Post                                | Oscar Mammì                  | PRI       |
| Gesundheit                          | Carlo Donat-Cattin           | DC        |
| Arbeit und Soziales                 | Rino Formica                 | PSI       |
| Kulturgüter                         | Vincenza Bono Parrino        | PSDI      |
| Bildung                             | Giovanni Galloni             | DC        |
| Hochschulen und Forschung           | Antonio Ruberti (ad interim) | PSI       |
| Tourismus und Veranstaltungen       | Franco Carraro               | PSI       |
| Umwelt                              | Giorgio Ruffolo              | PSI       |
| Minister ohne Geschäftsbereich      | Name                         | Partei    |
| Regionen, Verfassungsfragen         | Antonio Maccanico            | PRI       |
| Soziale Angelegenheiten             | Rosa Russo Iervolino         | DC        |
| Europapolitik                       | Antonio La Pergola           | parteilos |
| Zivilschutz                         | Vito Lattanzio               | DC        |
| Forschung                           | Antonio Ruberti              | PSI       |
| Verwaltung                          | Paolo Cirino Pomicino        | DC        |
| Süditalien                          | Remo Gaspari                 | DC        |
| Städte                              | Carlo Tognoli                | PSI       |
| Beziehungen zum Parlament           | Sergio Mattarella            | DC        |